# Hans Scheuerlein
Hans Scheuerlein (* 18. August 1919 in Pegnitz; † 10. Mai 1981) war ein deutscher Maschinenschlosser, Gewerkschafter und Politiker (SPD).

## Leben und Wirken
Scheuerlein besuchte die Volksschule, machte danach die Lehre zum Maschinenschlosser und war daraufhin als Modellschlosser im Pegnitzer Werk der Firma Amag-Hilpert tätig. 1938 wurde er in den Arbeitsdienst und das Militär berufen, 1939 in den Kriegsdienst. Von 1944 bis 1948 saß er in sowjetischer Kriegsgefangenschaft. Nach seiner Entlassung war er wieder für Amag-Hilpert tätig, bei der er von Oktober 1948 an Vorarbeiter war. 1950 wurde er Vorsitzender des Betriebsrats, ein Jahr später Mitglied des Aufsichtsrats. 1959 wurde Amag-Hilpert von der Firma Klein, Schanzlin und Becker übernommen. Dort war Scheuerlein von 1962 an Vorsitzender des Gesamtbetriebsrats. In der Zwischenzeit hatte er mehrere ehrenamtliche, örtliche Gewerkschaftsfunktionen inne. Er gehörte der Bezirksleitung der IG Metall in Bayern, der Tarifkommission und der Verhandlungskommission für den Bereich der bayerischen Metallindustrie an. Von 1956 bis 1960 und noch einmal von 1966 bis 1972 war er zweiter Bürgermeister der Stadt Pegnitz. Er gehörte auch dem Kreistag des Landkreises Pegnitz an, der bei der Kreisreform 1972 im Landkreis Bayreuth aufging, und war dort stellvertretender Fraktionsvorsitzender der SPD. Von 1974 bis 1979 war er schließlich Mitglied des Bayerischen Senats.